# حمید نعمتی
حمید نعمتی، سروان خلبان و از افراد مرتبط با کودتای نوژه بود. او و سرگرد خلبان فرخزاد جهانگیری با توجه به پدافند هوایی و شیب کوه جماران، داوطلب شده بودند تا در یک حمله انتحاری، جنگنده‌ها‌شان را به حسینیه جماران بکوبند. نعمتی پس از شکست کودتا موفق شد از طریق خوزستان به عراق فرار کند. نعمتی پیش از آن، در پایگاه‌های بوشهر، بندرعباس و همدان خدمت کرده و تا پیش از کودتا در پایگاه مهرآباد تهران مستقر بود.
نعمتی وظیفه داشت پس از تصرف پایگاه نوژه به همراه دیگر خلبانان از جمله جهانگیری محمد ملک و کیومرث آبتین اولین اسکادران هوایی را برای بمباران اهداف استراتژیک از جمله بیت رهبری به پرواز درآورد. برخلاف جهانگیری نعمتی پس از لو رفتن کودتا موفق شد از طریق خوزستان به عراق فرار کند. 